# Samsung Galaxy M32
Samsung Galaxy M32 — смартфон середнього рівня, розроблений Samsung Electronics, що входить до серії Galaxy M. Був анонсований 21 червня 2021 року.

## Дизайн
Екран виконаний зі скла. Корпус виконаний з глянцевого пластику. Задня панель має призматичний візерунок.
Знизу знаходяться роз'єм USB-C, динамік, мікрофон та 3.5 мм аудіороз'єм. Зверху розташований другий мікрофон. З лівого боку розташований слот під 2 SIM-картки і карту пам'яті формату microSD до 1 ТБ. З правого боку розміщені кнопки регулювання гучності та кнопка блокування смартфону, в яку вбудований сканер відбитків пальців.
Samsung Galaxy M32 продається в 3 кольорах: чорному, світло-синьому та білому.

## Технічні характеристики

### Апаратне забезпечення

#### Платформа
Смартфон отримав процесор MediaTek Helio G80 та графічний процесор Mali-G52 MC2.

#### Акумулятор
Міжнародна версія отримала акумуляторну батарею ємністю 5000 мА·год та підтримку швидкої зарядки на 25 Вт, а індійська — ємністю 6000 мА·год та підтримку швидкої зарядки на 15 Вт.

#### Камера
Смартфон отримав основну квадрокамеру 64 Мп, f/1.8 (ширококутний) + 8 Мп, f/2.2 (ультраширококутний) + 2 Мп, f/2.4 (макро) + 2 Мп, f/2.4 (сенсор глибини) з фазовим автофокусом та здатністю запису відео в роздільній здатності 1080p@30fps. Фронтальна камера отримала роздільність 20 Мп, діафрагму f/2.2 (ширококутний) та здатність запису відео в роздільній здатності 1080p@30fps.

#### Екран
Екран Super AMOLED, 6.4", FullHD+ (2400 × 1080) зі щільністю пікселів 407 ppi, співвідношенням сторін 20:9, частотою оновлення екрану 90 Гц та Infinity-U (краплеподібним) вирізом під фронтальну камеру.

#### Пам'ять
Смартфон продається в комплектаціях 4/64, 6/128 та 8/128 ГБ. В Україні смартфон офіційно продається тільки у комплекатції 6/128 ГБ.

### Програмне забезпечення
Смартфон був випущений на One UI 3.1 на базі Android 11. Був оновлений до One UI 5 на базі Android 13.